# Plectranthus tenuicaulis
Plectranthus tenuicaulis là một loài thực vật có hoa trong họ Hoa môi. Loài này được (Hook.f.) J.K.Morton miêu tả khoa học đầu tiên năm 1962.